# Phytocoris exemplus
Phytocoris exemplus är en insektsart som beskrevs av Knight 1926. Phytocoris exemplus ingår i släktet Phytocoris och familjen ängsskinnbaggar. Inga underarter finns listade i Catalogue of Life.